# Astroblepus grixalvii
Astroblepus grixalvii är en fiskart som beskrevs av Humboldt, 1805. Astroblepus grixalvii ingår i släktet Astroblepus och familjen Astroblepidae. Inga underarter finns listade.

## Bildgalleri

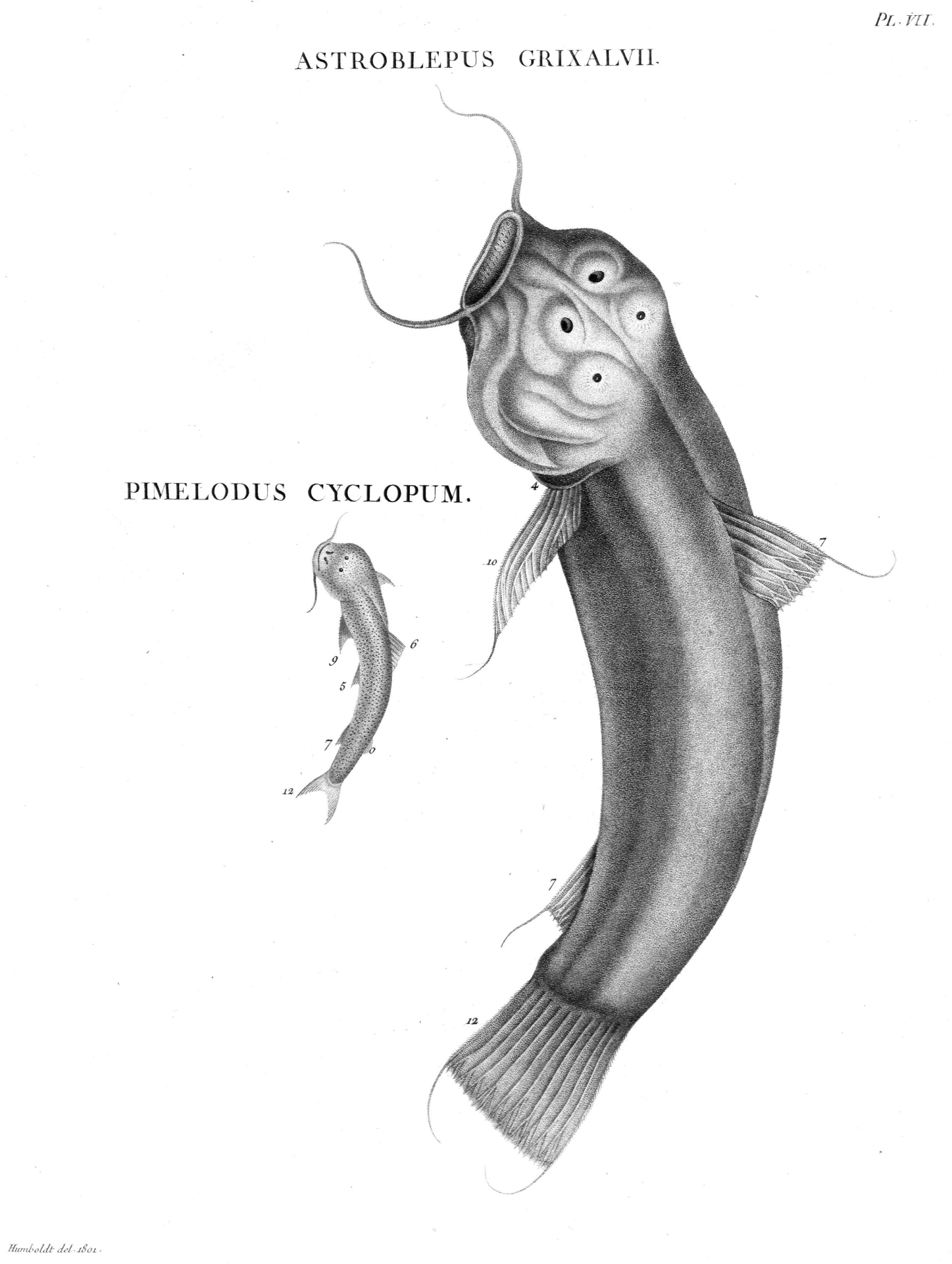